# Single Top 100
Single Top 100 — голландский хит-парад, составляемый по итогам продаж синглов на физических носителях и официально скачанных. Это один из трёх чартов синглов в этой стране (два других называются Dutch Top 40 и Mega Top 50)

## История
Предшественник хит-парада Single Top 100 впервые появился 23 мая 1969 года и назывался тогда Hilversum 3 Top 30. Хит-парад транслировался телеканалами VPRO и NOS. В июне 1974 года официальным хит-парадом Нидерландов стал Nationale Hitparade. В 1978 году количество мест в чарте выросло с 30 до 50, а в 1987 — до 100. Название Mega Top 100 хит-парад обрёл в 1997 году.
Название чарта
- 1969—1974: Hilversum 3 Top 30 (со 2 апреля 1971: Daverende 30)
- 1974—1993: Nationale Hitparade
  - 1974—1978 топ 30
  - 1978—1987 топ 50
  - 1987—1989 Nationale Hitparade Top 100
  - 1989—1993 Nationale Top 100
- 1993—1997: Mega Top 50
- 1997—2004: Mega Top 100
- 2004 — настоящее время: Mega Single Top 100

Первой песней, занявшей 1 место в чарте была Soley soley группы Middle of the Road.